# Longlaketon n.º 219
Longlaketon n.º 219 es un municipio rural canadiense situado en la provincia de Saskatchewan.

## Superficie
Longlaketon n.º 219 tiene una superficie de 1022,45 km².

## Demografía
En 2021, tenía 1096 habitantes, una densidad poblacional de 1,1 hab./km², y 495 viviendas.